# 细偏顶蛤
细偏顶蛤（学名：Modiolus sirahensis），是贻贝目壳菜蛤科偏顶蛤属的一种。主要分布于中国大陆，常栖息在潮下带浅海海底、营穴居生活。